# Staffelbach (Szwajcaria)
Staffelbach (gsw. Staffubach) – gmina (niem. Einwohnergemeinde) w Szwajcarii, w kantonie Argowia, w okręgu Zofingen. Liczy 1 309 mieszkańców (31 grudnia 2020). Leży nad rzeką Suhre. 